# Surice
Surice is een dorp in de Belgische gemeente Philippeville, gelegen in het zuidwesten van de provincie Namen, tot 1 januari 1977 was het een zelfstandige gemeente.

## Geschiedenis
Bij het begin van de  Eerste Wereldoorlog werd op 25 augustus 1914 door de Duitse invasietroepen in het dorp een massamoord gepleegd op de burgerbevolking waarbij 69 personen (mannen, vrouwen en kinderen) het leven lieten. Het dorp werd platgebrand, slechts 8 van de 138 woningen bleven gespaard. In het dorp herinneren drie monumenten aan deze gebeurtenis, het oorlogsmonument op het gemeenteplein, een kolom bij de kerk en een herdenkingsplek bij de ingang van het dorp op de plaats van de massamoord. 

## Demografische ontwikkeling
- Bronnen:NIS, Opm:1831 tot en met 1970=volkstellingen, 1976= inwoneraantal op 31 december
- 1910: Afsplitsing van Romedenne in 1901

## Bezienswaardigheden
Het dorp heeft een kerk, gebouwd in de renaissance, met een toren uit de 11e eeuw.
Fagnolle · Franchimont · Jamagne · Jamiolle · Merlemont · Neuville · Omezée · Roly · Romedenne · Samart · Sart-en-Fagne · Sautour · Surice · Villers-en-Fagne · Villers-le-Gambon · Vodecée

Belgische gemeenten · arrondissement Philippeville · provincie Namen · Wallonië